# 长沙县人民政府
28°15′10″N 113°05′14″E / 28.252652°N 113.087102°E
长沙县人民政府（简称长沙县政府）是中华人民共和国湖南省长沙市长沙县的行政管理机关。现任县长是陈永高，2021年上任。

## 沿革

### 反腐败工作
2021年11月18日17时，湖南省纪委监委宣布杨懿文涉嫌严重违纪违法接受纪律审查和监察调查，5月遭到开除党籍、开除公职处分。2023年3月23日，株洲市中级人民法院以受贿、滥用职权数罪并罚，判处杨懿文有期徒刑16年6个月，并且处罚金人民币350万元。

## 历任县长
| 姓名   | 就任日期   | 卸任日期  | 备注        |
| ------ | ---------- | --------- | ----------- |
| 黎勇   | 2002年8月  | 2007年9月 |             |
| 杨懿文 | 2007年10月 | 2008年2月 | [ 4 ] [ 5 ] |
| 张庆红 | 2009年10月 | 2015年4月 | [ 6 ]       |
| 张作林 | 2016年6月  | 2021年7月 | [ 7 ]       |
| 陈永高 | 2021年8月  |           | [ 8 ]       |